# Supercoppa austriaca 2023 (pallavolo femminile)
La Supercoppa austriaca 2023, 2ª edizione della Supercoppa nazionale di pallavolo femminile, si è svolta il 25 settembre 2023: al torneo hanno partecipato due squadre di club austriache e la vittoria finale è andata per la prima volta al Ti-Volley Innsbruck.

## Regolamento
La formula ha previsto una gara unica.

## Squadre partecipanti
| Squadra             | Qualificazione                                                          |
| ------------------- | ----------------------------------------------------------------------- |
| ASKÖ Linz-Steg      | Vincitrice Coppa d'Austria 2022-23/Austrian Volley League Women 2022-23 |
| Ti-Volley Innsbruck | Finalista Coppa d'Austria 2022-23                                       |

## Torneo
| 25 settembre 2023 Olympiahalle, Innsbruck Durata: ? - Spettatori: ? | ASKÖ Linz-Steg | 2 - 3 | Ti-Volley Innsbruck | 25-16, 24-26, 22-25, 25-23, 14-16 |